# Ервін Елесковіч
Ервін Елесковіч (швед. Ervin Eleskovic; нар. 8 травня 1987) — колишній шведський тенісист.
Найвищу одиночну позицію світового рейтингу — 351 місце досяг 13 червня 2011, парну — 266 місце — 25 вересня 2006 року.
Завершив кар'єру 2014 року.

## Одиночний розряд Титули
| Легенда (одиночний розряд) |
| Великий шлем (0)           |
| Tennis Masters Cup (0)     |
| Серія Мастерс ATP (0)      |
| Тур ATP (0)                |
| Челленджери (0)            |
| Ф'ючерси (5)               |

| Ранг | Дата | Турнір     | Покриття | Суперник у фіналі  | Рахунок  |
| 1.   | 2006 | Гетеборг   | Тверде   | Юган Брунстрем     | 6–3, 6–3 |
| 2.   | 2007 | Усі        | Тверде   | Антал ван дер Дейм | 6–3, 6–2 |
| 3.   | 2010 | Баку       | Тверде   | Сергій Бетов       | 6–3, 6–2 |
| 4.   | 2011 | Нуслох     | Килим    | Ян-Леннард Штруфф  | 7–5, 6–4 |
| 5.   | 2011 | Карлскруна | Ґрунт    | Ерік Хвойка        | 7–6, 6–1 |